# 모킹제이
모킹제이(Mockingjay)는 수잔 콜린스가 지은 헝거 게임 3부작 중 세 번째 책이다. 2010년 8월 24일 스콜라스틱에서 출판되었고
이북 (e-book)버전도 있다

## 등장인물
- 캣니스 에버딘 (Katniss Everdeen)
- 피타 멜라크 (Peeta Mellark)
- 헤이미치 에버내시 (Haymitch Abernathy)
- 게일 호손 (Gale Hawthorne)
- 스노우 대통령 (President Snow)

## 같이 보기
- 헝거 게임 3부작
- 헝거 게임
- 캣칭 파이어
- 배틀 로얄